# 皮日尼耶
皮日尼耶（法語：Puginier，法語發音：[pyʒinje] ⓘ）是法国奥德省的一个市镇，属于卡尔卡松区。

## 地理
皮日尼耶（43°22'38"N, 1°55'42"E）面积6.78 平方千米，位于法国奧克西塔尼大區奥德省，该省份为法国南部沿海省份，北起塔恩省，西北接上加龙省，西接阿列日省，南至东比利牛斯省，东临地中海，东北与埃罗省接壤。
与皮日尼耶接壤的市镇（或旧市镇、城区）包括：佩朗、拉波马雷德、苏耶、苏佩克斯、特雷维尔、圣费利克斯洛拉盖。

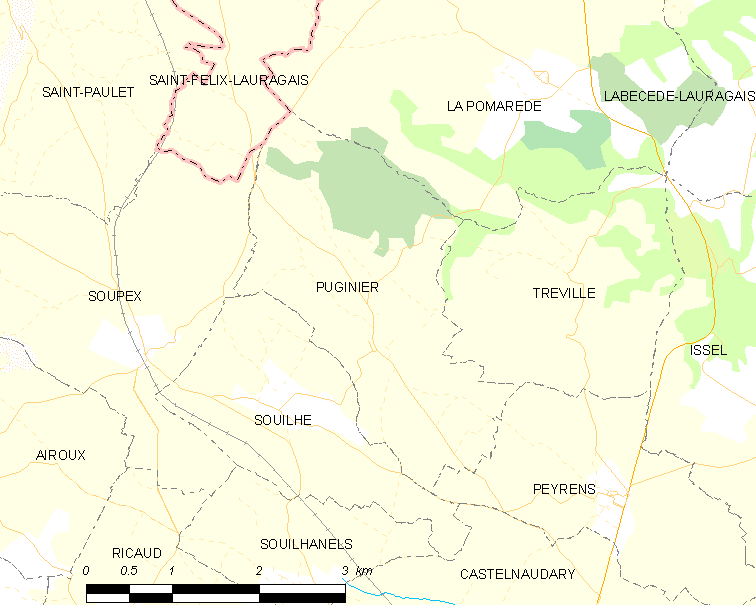
皮日尼耶的OSM定位图

皮日尼耶的时区为UTC+01:00、UTC+02:00（夏令时）。

## 行政
皮日尼耶的邮政编码为11400，INSEE市镇编码为11300。

## 政治
皮日尼耶所属的省级选区为绍里安盆地县。

## 人口

1962-2008年间皮日尼耶人口变化图示

皮日尼耶于2022年1月1日时的人口数量为154人。